# 台湾松猫蛛
台湾松猫蛛（学名：Peucetia formosensis）为猫蛛科松猫蛛属的动物。分布于台湾等地。该物种的模式产地在台湾。